# Ammobates latitarsis
Ammobates latitarsis är en biart som beskrevs av Heinrich Friese 1899. Ammobates latitarsis ingår i släktet Ammobates och familjen långtungebin. Inga underarter finns listade i Catalogue of Life.